# ジョエウ・カマルゴ
ジョエウ・カマルゴ（ポルトガル語: Joel Camargo、1946年9月18日 - 2014年5月23日）は、ブラジルの元サッカー選手。元ブラジル代表。ポジションはDF。

## クラブ歴
ポルトゥゲーザ・サンチスタで選手となり、サントスFCで長く活躍した。
1971年にパリ・サンジェルマンFCに移籍したが2試合の出場に止まり、1973年にサージECに所属し引退した。

## 代表歴
1964年から1970年にかけてブラジル代表として公式戦28試合、非公式戦10試合に出場、1970 FIFAワールドカップにも出場した。

## 引退後
2014年5月23日に腎不全のため67歳で歿した。